# 猪又秀和
猪又 秀和（いのまた ひでかず、1984年3月14日 -）は新潟県出身の日本の柔道家。100kg級の選手。身長は185cm。組み手は右組み。得意技は大外刈。

## 経歴
柔道は12歳の時に始めた。白根北中学から東京学館新潟高校を経て東海大学に進むと、2年の時には全日本ジュニアの100kg超級で3位になった。3年の時には優勝大会の決勝で国士舘大学と対戦して引き分けるもチームは優勝した。ベルギー国際で国際大会初優勝を飾った。4年の時には学生体重別の100kg級で3位になった。体重別団体では決勝で国士舘大学と対戦して石井慧に注意で敗れるもチームは優勝を飾った。続いて青島国際で優勝するが、ベルギー国際では2位に終わり2連覇はならなかった。
2006年にはセコム上信越の所属になるとともに、東海大学の大学院へ進学した。ウランバートルで開催された第一回の東アジア選手権では100kg級で初代チャンピオンとなった。講道館杯では決勝で天理大学4年の穴井隆将に敗れるが2位になった。2007年には体重別で3位となった。北京で開催された世界団体では内柴正人や泉浩、石井慧などのメンバーとともに優勝を飾った。2008年には体重別と講道館杯でそれぞれ3位だった。2009年には体重別で決勝まで進むも、天理大学職員の穴井に敗れて2位にとどまった。なお、全日本選手権には10回もの出場を果たしている。

## 主な戦績
- 2003年 -　全日本ジュニア　3位(100kg超級)
- 2004年　- 優勝大会　優勝
- 2005年　- ベルギー国際　優勝
- 2005年　- 松前カップ　無差別　2位
- 2005年　- 学生体重別　3位
- 2005年　- 体重別団体　優勝
- 2005年　- 青島国際　優勝
- 2006年　- ベルギー国際　2位
- 2006年　- 東アジア選手権　優勝
- 2006年　- 講道館杯　2位
- 2007年 -　ハンガリー国際　優勝
- 2007年 -　体重別　3位
- 2007年 -　イラン国際　3位
- 2007年 -　世界団体　優勝
- 2008年 -　体重別　3位
- 2008年　- 講道館杯　3位
- 2008年　- 嘉納杯　5位
- 2009年 -　体重別　2位
- 2009年 -　アジア選手権　5位

(出典、JudoInside.com)。